# Espace tonnelé
En analyse fonctionnelle et dans les domaines proches des mathématiques, les espaces tonnelés sont des espaces vectoriels topologiques où tout ensemble tonnelé - ou tonneau - de l'espace est un voisinage du vecteur nul. La raison principale de leur importance est qu'ils sont exactement ceux pour lesquels le théorème de Banach-Steinhaus s'applique.

## Histoire
Nicolas Bourbaki a inventé des termes tels que « tonneau » ou espace « tonnelé » (à partir des tonneaux de vin) ainsi que les espaces « bornologiques ».

## Définitions
Dans un espace vectoriel topologique E sur un corps valué non discret K  qui est une ℝ-algèbre (par exemple sur ℝ ou ℂ), on appelle tonneau toute partie T convexe, équilibrée, fermée et absorbante :
- convexe : {\displaystyle \forall u,v\in T,\forall t\in [0,1],tu+(1-t)v\in T}
- équilibrée : {\displaystyle \forall u\in T,\forall \lambda \in K,|\lambda |\leq 1\Rightarrow \lambda u\in T}
- fermée : pour la topologie de E
- absorbante : {\displaystyle \forall x\in E,\exists \alpha \in \mathbb {R} _{+}^{*},\forall \lambda \in K:|\lambda |\leq \alpha \Rightarrow \lambda x\in T.}

L'espace E est dit tonnelé si tout tonneau de E est un voisinage de 0.

Compte tenu des propriétés d'un tonneau dans un espace localement convexe, les conditions suivantes sont équivalentes pour un espace localement convexe tonnelé E (dont le dual est noté {\displaystyle E^{\prime }}) :
(a) E est tonnelé ;
(b) toute partie faiblement bornée de {\displaystyle E^{\prime }} est équicontinue ;
(c) toute semi-norme semi-continue inférieurement dans E est continue
(d) pour tout espace localement convexe F, toute partie simplement bornée de {\displaystyle {\mathcal {L}}(E;F)} est équicontinue.
(Ces équivalences sont une conséquence du théorème des bipolaires, donc du théorème de Hahn-Banach.)

## Exemples et propriétés
- Un espace localement convexe E est tonnelé si, et seulement si sa topologie initiale coïncide avec la topologie forte {\displaystyle \beta (E,E^{\prime })}.
- Les espaces de Fréchet, et en particulier les espaces de Banach, sont tonnelés, mais généralement les espaces vectoriels normés ne sont pas tonnelés.
- Les espaces de Montel sont tonnelés, par définition.
- les espaces vectoriels topologiques qui sont des espaces de de Baire sont tonnelés.
- Un espace de Mackey (en) séparé, complet est tonnelé[réf. nécessaire].
- Un espace limite inductive d'une famille d'espaces tonnelés est tonnelé. Par conséquent, un espace ultrabornologique est tonnelé, et en particulier un espace bornologique et semi-complet est tonnelé (mais il existe des espaces tonnelés qui ne sont pas bornologiques).
- Un espace quotient d'un espace tonnelé est tonnelé (en revanche, un sous-espace fermé d'un espace tonnelé n'est pas nécessairement tonnelé).
- Une condition nécessaire et suffisante pour qu'un espace somme directe d'espaces localement convexes {\displaystyle E_{i}} soit tonnelé est que chacun des {\displaystyle E_{i}} le soit.
- Un produit d'espaces tonnelés est tonnelé.
- Le complété d'un espace tonnelé (ou même infratonnelé : voir infra) séparé est un espace tonnelé.
- Soit {\displaystyle \Omega } un ouvert de ℝn ou plus généralement une variété différentielle de dimension finie paracompacte. Les espaces classiquement notés {\displaystyle {\mathcal {E}}(\Omega )} (espace des fonctions indéfiniment dérivables dans {\displaystyle \Omega }), son dual fort {\displaystyle {\mathcal {E}}^{\prime }(\Omega )} (espace des distributions à support compact dans {\displaystyle \Omega }), {\displaystyle {\mathcal {D}}(\Omega )} (espace des fonctions indéfiniment dérivables à support compact dans {\displaystyle \Omega } : voir l'article Distribution) et son dual fort {\displaystyle {\mathcal {D}}^{\prime }(\Omega )} (espace des distributions dans {\displaystyle \Omega }) sont des espaces tonnelés (ce sont même des espaces de Montel). De même, l'espace de Schwartz {\displaystyle {\mathcal {S}}(\mathbb {R} ^{n})} des fonctions déclinantes sur {\displaystyle \mathbb {R} ^{n}} et son dual fort, à savoir l'espace des distributions tempérées sur {\displaystyle \mathbb {R} ^{n}}, sont des espaces tonnelés.
- Soit {\displaystyle \Omega } un ouvert de ℝn ou plus généralement une analytique réelle de dimension finie paracompacte, et K un sous-ensemble compact de {\displaystyle \Omega }. L'espace {\displaystyle {\mathcal {O}}\left(K\right)} des germes de fonctions analytiques dans un voisinage complexe de K et son dual fort {\displaystyle {\mathcal {O}}\left(K\right)^{\prime }}, isomorphe à l'espace {\displaystyle {\mathcal {B}}_{K}\left(\Omega \right)} des hyperfonctions à support inclus dans K, dont des espaces tonnelés.

## Espace semi-tonnelé, espace infratonnelé et espace distingué

### Définitions
Soit E un espace vectoriel topologique. Une partie équilibrée A de E est dite bornivore si elle absorbe toute partie bornée de E.
Un espace localement convexe E est dit infratonnelé (on dit aussi parfois quasi-tonnelé) si tout tonneau de E qui est bornivore est un voisinage de 0 dans E.
Un espace localement convexe E est dit semi-tonnelé si la condition suivante est satisfaite : soit U une partie bornivore de E qui est intersection d'une suite de voisinages convexes, équilibrés et fermés de 0 ; alors U est un voisinage de 0 dans E.
Un espace localement convexe E est dit distingué si son dual fort est tonnelé.

### Propriétés
Tout espace tonnelé est infratonnelé et tout espace infratonnelé est semi-tonnelé. Un espace bornologique (en particulier, un espace localement convexe métrisable) est infratonnelé. Un quotient d'un espace infratonnelé par un sous-espace est infratonnelé. On montre facilement que les espaces infratonnelés sont des espaces de Mackey. Ce n'est pas, en général, le cas des espaces semi-tonnelés, qui jouissent d'assez peu de propriétés quand ils ne sont pas des espaces (DF).
Un espace infratonnelé semi-complet est tonnelé.
Le dual fort F d'un espace localement convexe métrisable E est semi-tonnelé (et complet, c'est même un espace (DF)), et tonnelé si E est complet et réflexif (dans ce cas, F est également bornologique).
Un espace semi-réflexif, ainsi qu'un espace localement convexe métrisable et quasi-normable (en particulier un espace vectoriel normé), sont distingués (mais il existe des espaces distingués qui ne sont pas semi-réflexifs). Si E est métrisable, les conditions suivantes sont équivalentes : (a) E est distingué, (b) F est infratonnelé ; (c) F est bornologique ; (d) F est tonnelé ; (e) F est ultrabornologique. Un espace E, limite inductive stricte d'une suite d'espaces métrisables distingués, est un espace localement convexe distingué, et son dual fort est bornologique et tonnelé. Il existe des espaces de Mackey distingués qui ne sont pas infratonnelés. Il existe des espaces de Fréchet qui ne sont pas distingués, par conséquent le dual fort d'un espace tonnelé n'est pas nécessairement tonnelé.